# Elampus panzeri
Elampus panzeri ist eine Art aus der Familie der Goldwespen (Chrysididae). Sie gehört der panzeri-Gruppe, mit zumindest 3 Arten an, deren Status als eigenständige Taxa aber bislang noch nicht vollends geklärt ist.

## Merkmale
Die Wespen erreichen eine Körperlänge von 4 bis 8 Millimetern. Das Hinterleibsende besitzt einen dreieckig ausgeschnittenen, abgeflachten Wulst. Dies unterscheidet die Art von Elampus bidens, welche zwei Dornen am Hinterleibsende trägt.

## Vorkommen
Die Art kommt in der gesamten Paläarktis vor. Sie besiedeln offene Lebensräume mit Sand und Löss. Die Tiere fliegen von Ende Mai bis August. Sie sind in Mitteleuropa verbreitet anzutreffen.

## Lebensweise
Elampus panzeri parasitiert vermutlich hauptsächlich an Grabwespen der Gattung Mimesa, daneben wohl aber auch bei Pemphredon, Lestica und Trypoxylon. Der für Goldwespen typische Stachel, der zum Legeapparat umfunktioniert ist, ist sehr flexibel, wodurch Eier auch um die Ecke abgelegt werden können.

## Belege